# Paolo Greppi
El conde Paolo Greppi (Cazzano Sant'Andrea, 23 de septiembre de 1748 - 4 de septiembre de 1800) fue un diplomático italiano.

## Biografía
Don Paolo Greppi, hijo del conde Don Antonio (1722-1799) y la condesa Donna Laura Cotta (1722-1795), banquera, cónsul imperial y decana del Cuerpo Consular en Cádiz, sede de los tribunales de Madrid, Viena, Florencia , de Módena, un agudo observador de los acontecimientos políticos de su época y, en particular, de la revolución francesa que analizó desde un observatorio privilegiado en París (interesante su correspondencia con su padre y con muchas personalidades, publicado por su sobrino el conde Giuseppe Greppi, embajador y senador del Reino); se casa con Rita María Díaz y Vivas, de quien tiene un hijo, Alexander (Madrid, 4 de marzo de 1782 - Milán, 15 de julio de 1830), que se casará con Donna Isaure de los duques Saulx Tavanes, hija del duque Jean Marie Casimire, Capitana de los Dragones del Rey, descendiente del mariscal Gaspard de Tavanes, líder en las guerras luchadas por Francisco I y Enrique II y en las guerras de religión bajo Catalina de Medici, y de Aegle María Luisa de Choiseul Gouffier (por lo tanto, un matrimonio con el descendiente de los grandes feudatorios borgoñones, relacionado con las familias francesas más ilustres); Paolo entonces tendrá una relación íntima con Napoleón y, sobre todo, Giuseppina (de quien quizás también fue un amante). "Greppi es la figura más notable de la plutocracia [...] milanesa, inspirada en la Revolución, que vio con sus propios ojos, una enseñanza de la prudencia". Y, de nuevo, "los hombres como el Conde Greppi serán luego los mejores amigos de Bonaparte; también serán sus mejores colaboradores en Italia, un contrapeso al radicalismo jacobino". En una carta fechada el 17 de mayo, es decir, el 6 de mayo de 1797, Napoleón escribe: "Citoyen Paul Greppi, la Independencia de la Lombardía, reconocimiento de la ciudadanía, Citoyen, je desire you vous rendiez le plus promptement à Milan. Je compte sur vos vos lumières et sur votre patriotisme. Les invitaciones de mi parte. Bonaparte ". La estadía de Paolo en Milán pronto se tornó difícil, debido a la fuerte animosidad de los jacobinos hacia quien parecía ser el punto de referencia más importante para los moderados. Paolo deja Milán para la Toscana. La salida voluntaria de la vida política lombarda y la muerte prematura de Paolo Greppi llevaron a los milaneses a encomendar a Melzi su misión como "embajador de los Cisalpini ante el Primer Cónsul". "Un aristócrata de gran inteligencia, el conde Paolo Greppi, un [...] hombre involucrado en una importante gira política, tenía vínculos con importantes figuras como el marqués Manfredini, ministro de Toscana, el embajador de España en Roma José Nicolás de Azara Y sobre todo Francesco Melzi d'Eril.. (...) No es uno de los inconvenientes más pequeños de la reticencia con la que la historiografía ha mirado a los orígenes moderados de la ideología nacional que un personaje como Paolo Greppi ha sido dejado en las sombras, bajo cuyos ojos vigilantes se encuentran los problemas básicos de Risorgimento toma forma y se muestra con la claridad de una ecuación elemental ". La rama de Paolo Greppi se extinguirá en la familia de los Príncipes Gonzaga, debido al matrimonio de una hija de su hijo Alessandro, Antonietta (1822-1862), con el príncipe don Domenico Luigi Gonzaga (20 de mayo de 1796 - 12 de diciembre de 1877).